# Cisseo (re di Tracia)
Cisseo (in greco antico Κισσῆς Kissḕs) o Cissete, è un personaggio della mitologia greca, padre di Teano (moglie di Antenore).

## Mitologia
Secondo l'Eneide Cisseo era un re della Tracia e sua moglie era Telecleia, una delle figlie del re Ilio di Troia. 

I mitografi, Omero incluso, non aggiungono altre informazioni sulla sua figura, eccetto Strabone che ipotizza che Cisseo sia legato alla città di Cissus, situata nella Tracia occidentale.
Ecuba, la moglie di Priamo di Troia, viene a volte considerata una figlia di Cisseo, ma in alcune fonti è descritta come una frigia, figlia del re Dimante. Invece è universalmente accreditata come figlia di Cisseo la sacerdotessa Teano, sposata prima ad Amico e poi ad Antenore, entrambi nobili troiani. Un'altra figlia di Cisseo, molto più giovane, sposò l'ultimogenito di Antenore e Teano, Ifidamante. 

Cisseo a quanto pare non ebbe figli maschi e morì giovane, molto prima che scoppiasse la guerra di Troia: sul trono gli sarebbe successo Strimone.